# Август Ернст фон Шьонбург-Роксбург
Август Ернст фон Шьонбург-Роксбург (на немски: August Ernst Graf von Schönburg-Rochsburg; * 26 юли 1666; † 11 август 1729) е граф на Шьонбург-Роксбург. На 7 август 1700 г. цялата фамилия е издигната от император Леополд I на имперски графове.

## Биография
Той е малкият син на Готфрид Ернст фон Шьонбург-Ремзе (* 16 февруари 1623; † 3 декември 1679) и съпругата му фрайин Агнес Беата фон Шьонбург-Цшилен (* 12 април 1636; † 24 март 1687), дъщеря на фрайхер Кристиан фон Шьонбург-Цшилен (1598 – 1664) и фрайин Агнес фон Шьонбург-Глаухау (1606 – 1643). Внук е на фрайхер Волф Ернст фон Шьонбург-Пениг (1582 – 1622) и Амалия Вероника фон Папенхайм († 1648). Правнук е на фрайхер Волф III фон Шьонбург-Глаухау (1536 – 1612).
Най-големият му брат е граф Кристиан Ернст фон Шьонбург-Хинтерглаухау (* 9 октомври 1655; † 14 април 1718).
Дворецът Роксбург се намира над селото Роксбург, част от Лунценау в Саксония. Тримата господари братята Георг I, Хуго I и Волф II фон Шьонбург-Глаухау купуват изгорелият през войната през 1547 г. дворец Роксбург за 60 000 гулдена и от 1548 до 1553 г. отново го построяват. Волф II фон Шьонбург-Глаухау (1532 – 1581) става новият собственик и фамилията се нарича на двореца Роксбург. Той построява до 1553 г. изгорелият замък. Неговият син Волф III (1536 – 1612) отново го строи. През 1581 г. в Пениг има чума и Волф II мести резиденцията си от Роксбург в Лунценау. След големия пожар през 1582 г. Волф III трябва да се премести в Пениг. От 1592 до 1596 г. Волф III построява отново дворец Роксбург.
Роксбург остава от 1548 до 1945 г. почти 400 години собственост на род фон Шьонбург, който през 1700 г. е издигнат на граф.

## Фамилия
Август Ернст фон Шьонбург-Роксбург се жени за Мария Елизабет фон Шьонбург-Хартенщайн (* 13 януари 1670; † 2 февруари 1737), дъщеря на имперски граф Ото Лудвиг фон Шьонбург-Хартенщайн (1643 – 1701) и графиня София Магдалена фон Лайнинген-Вестербург (1651 – 1726). Те имат пет деца:
- Август Лудвиг фон Шьонбург-Роксбург (* 4 август 1693; † 6 ноември 1694)
- София Агнес Вилхелмина фон Шьонбург-Роксбург (* 9/22 август 1694; † 13 февруари 1774)
- Лудвиг Ернст фон Шьонбург-Роксбург (* 19 септември 1695; † 10/19 август 1696)
- Луиза Августа фон Шьонбург-Роксбург (* 4/8 октомври 1696; † 25 януари 1697)
- Кристиана Августа фон Шьонбург-Роксбург (* 8 юли 1698; † 5 януари 1753)